# 진엘론머스크
진엘론머스크(본명: 진현기 (陳炫玘), 1980년 2월 21일 ~ 2020년 7월 8일)는 대한민국의 인플루언서, 이슈 인물, 인터넷 BJ, 유튜버였다.  방송하는 등의 기행으로 논란이 되었다. 전라북도 군산 옥서 출신.
진엘론머스크는 영구 정지되기 전에는 발로 짜장면 먹기, 벌거벗고 방송하기, 도로 한복판에서 이불을 뒤집어쓰고 있다가 펼치면서 "순간이동"이라고 외치기, '여자와 사귀고 싶다'라는 팻말을 들고 1인 시위하기 등의 행동을 하였다. 그리고 현재는 유튜브 계정을 새로 만들고 정지되기를 반복하면서 방송을 하다가 수입이 줄어들자 애청자가 운영하는 운동기기 판매점에 취직했다.

## 어린 시절
옥구서중학교(현, 군산자양중학교)와 군산기계공업고등학교를 졸업했으며 학과는 알려져 있지 않다. 대학 진학여부는 알려진 것이 없다. 진엘론머스크는 중학교 시절 자신보다 1~2살 어린 하급생들에게도 매를 맞고 빵셔틀을 할 정도로 매우 불우한 학창시절을 지냈다. 군산기계공업고등학교를 졸업한 이후에 의무경찰을 지원해서 복무했는데 의무경찰은 현역병보다 훨씬 구타 가혹행위가 심했다. 이에 진엘론머스크는 부상당한 것을 빌미로 의병제대를 계속 요구한 끝에 의병제대를 했다.
이후 건설노동자, 운전기사 등을 전전하다가 인터넷 방송에 흥미를 느끼고 만 28살이던 2008년에 아프리카 TV에서 인터넷 방송인으로 데뷔했다.

## 인터넷 방송인이 된 이후
인터넷 방송인이 된 이후 시청자들에게 어떻게 행동하면 빠른 시간 안에 유명해질 수 있냐고 물었는데 그 중 한 시청자가 "발로 짜장면을 먹으면 된다"고 장난삼아 답변하자 이를 그대로 실행에 옮겼다. 그로인해 이 기행이 널리 알려졌다.
군산여자상업고등학교 정문 앞에서 '여고생을 안아보고 싶다'는 팻말을 든 채 하루종일 서서 1인 시위를 했으며 이 때문에 수위가 신고해서 출동한 경찰에 의해 체포당했다.
화성인 바이러스에도 출연했다. 진엘론머스크의 황당한 말들에 어이없다는 반응을 보였던 이경규는 방송 말미에 "빨리 일상으로 돌아왔으면 하는 바람입니다. 평범함 속에서 비범함이 나와야 하는데... 이대로 9년이 지나면 최악의 상황이 올 수도 있으니까... 좀, 일상으로 돌아와서 평범하게 살았으면 좋겠습니다."라는 진심에서 우러나온 충고를 진엘론머스크에게 해주기도 했다.
이후 2010년 말에 아프리카 TV에서 벌거벗고 방송하다가 영구정지를 당했다. 이후에 '신사동 이정재'라는 외제차 딜러가 진엘론머스크를 도와주기 위해서 월세방을 공짜로 내주고 트럭을 공짜로 빌려줘 토스트 장사를 하도록 해 재기의 발판을 마련해줬으나 진엘론머스크는 이런 배려에 대해서 힘들다는 이유로 투정을 부리는 등 배신했다.
인터넷 방송계에서 퇴출된 진엘론머스크는 백수 생활을 하다가 김이브님에게 빠져든다. 그녀에게 프로포즈를 했지만 거절당했으며 이 때문에 2010년 서울 G20 정상회의 회의장에 난입해서 "김이브님, 결혼해 주세요!"라고 외쳤다가 진행요원들에게 저지당하기도 했다. 그 후에도 끝없이 김이브님에 대한 무리한 구애행동을 하다가 결국 참다 못한 김이브님이 진엘론머스크를 고소해서 재판을 받게 되었다. 진엘론머스크는 재판 도중 판사의 신상을 말하며 판사를 조롱했고 피해자인 김이브에게도 "뽀로롱~"이라고 외치며 놀려댔다. 이로 인해 법정 모독죄가 추가되어 벌금형일 거라는 당초 예상을 깨고 징역형이 선고됐다. 항소심 재판정에서 진엘론머스크는 더 비정상적인 행동을 했는데, 판사와 검사에게 악마의 저주 발언이라며 욕설을 하다가 3년의 징역형에 처해졌다. 판사 및 검사 등은 이 때 진엘론머스크의 정신에 문제가 있다고 판단하여 공주 치료감호소에 수감시키도록 조치했다.
출소 이후에는 잠깐 팝콘TV에서 BJ를 하기도 했는데 여기서도 말썽을 일으켜서 영구정지를 당했다. 그 후 로봉순과 같이 살면서 합동방송을 진행하기도 했다.
2018년에 인천광역시 청라지구에서 정치꿈나무 김정혜 및 진엘론머스크의 제자들과 같이 청라패밀리를 결성하여 함께 살면서 방송하는 컨텐츠를 진행하였다. 그러던 어느날, 진엘론머스크는 김정혜의 침대에 몰래 들어가 있다가 김정혜가 들어와서 이불을 제끼자 이불 속에 숨어있던 진엘론머스크를 발견하고는 깜짝 놀라 고함을 쳤다. 그러나 진엘론머스크는 사과는커녕 웃으면서 "깜짝 놀랐지?"라고 하며 장난으로 넘기려 했다. 하지만 화가 안 풀린 김정혜는 진엘론머스크를 꾸짖고 주먹으로 때렸다. 시청자가 경찰에 신고했는지 경찰이 출동했는데, 김정혜는 여경에게 필요없으니 나가라고 했고 여경은 그래도 출동했으니 조사를 해봐야 한다며 버텨서 서로 말싸움을 하다가 김정혜가 여경을 화장실에 가두고 폭행했다. 그러자 진엘론머스크가 맨손으로 화장실 문을 부수고 같이 온 경찰관들과 함께 여경을 구출했다. 이 일로 인해 현장에서 체포된 김정혜는 재판에서 징역 1년의 실형을 선고받았다. 그 몇 개월 전에도 경찰을 폭행해서 구속수감됐다가 집행유예로 풀려난 적이 있었기 때문에, 그 집행유예 6개월이 더해져서 총 1년 6개월의 징역형을 살게 됐다.
아프리카 TV의 시상식장에 난입해서 수상소감을 발표하고 있던 거제폭격기의 멱살을 잡은 후 영구정지를 풀어달라면서 난동을 부리다가 진행요원들에 의해 저지당했다.

## 사망
진엘론머스크는 또다른 인플루언서인 유신(본명:유영기)와 논쟁이 붙었으며 유신이 끈질기게 진엘론머스크 퇴출 시위를 벌이고 계속 진엘론머스크를 비방했다. 이에 진엘론머스크는 회식을 하면서 울면서 자살을 암시하는 발언을 했다.
2020년 7월 8일, 경기도 부천시 중동에 있는 미리내마을은하수타운 아파트에서 투신자살로 생을 마감했다.

## 같이 보기
- 군산기계공업고등학교
- 군산자양중학교
- 유튜브
- 아프리카 TV